# Julio Vilamajó
Julio Vilamajó Echaniz (Montevideo, 1894 - ibídem, 1948) fou un arquitecte uruguaià, destacat exponent de l'art contemporani del seu país.

## Biografia
Fill de Ramón Vilamajó, perpinyanenc, i d'Eustaquia Echaniz, donostiarra.
Vilamajó estudià a la facultat d'Arquitectura de la Universitat de la República. Projectà residències privades (entre elles la casa seva al barri de Punta Carretas i una residència al Parque Rodó), edificis d'apartaments, hotels, edificis educatius (l'edifici de la Facultat d'Enginyeria a Montevideo), urbanitzacions (Villa Serrana a les serres de Minas), complexos esportius, establiments comercials, etcètera.
El 1947 va ser seleccionat, al costat del brasiler Oscar Niemeyer —essent els únics llatinoamericans d'un grup compost per 12 arquitectes de tot el món—, per treballar en la construcció de l'edifici de les Nacions Unides a Nova York. Morí l'any 1948.